# EXTRA
Pour les articles homonymes, voir Extra.

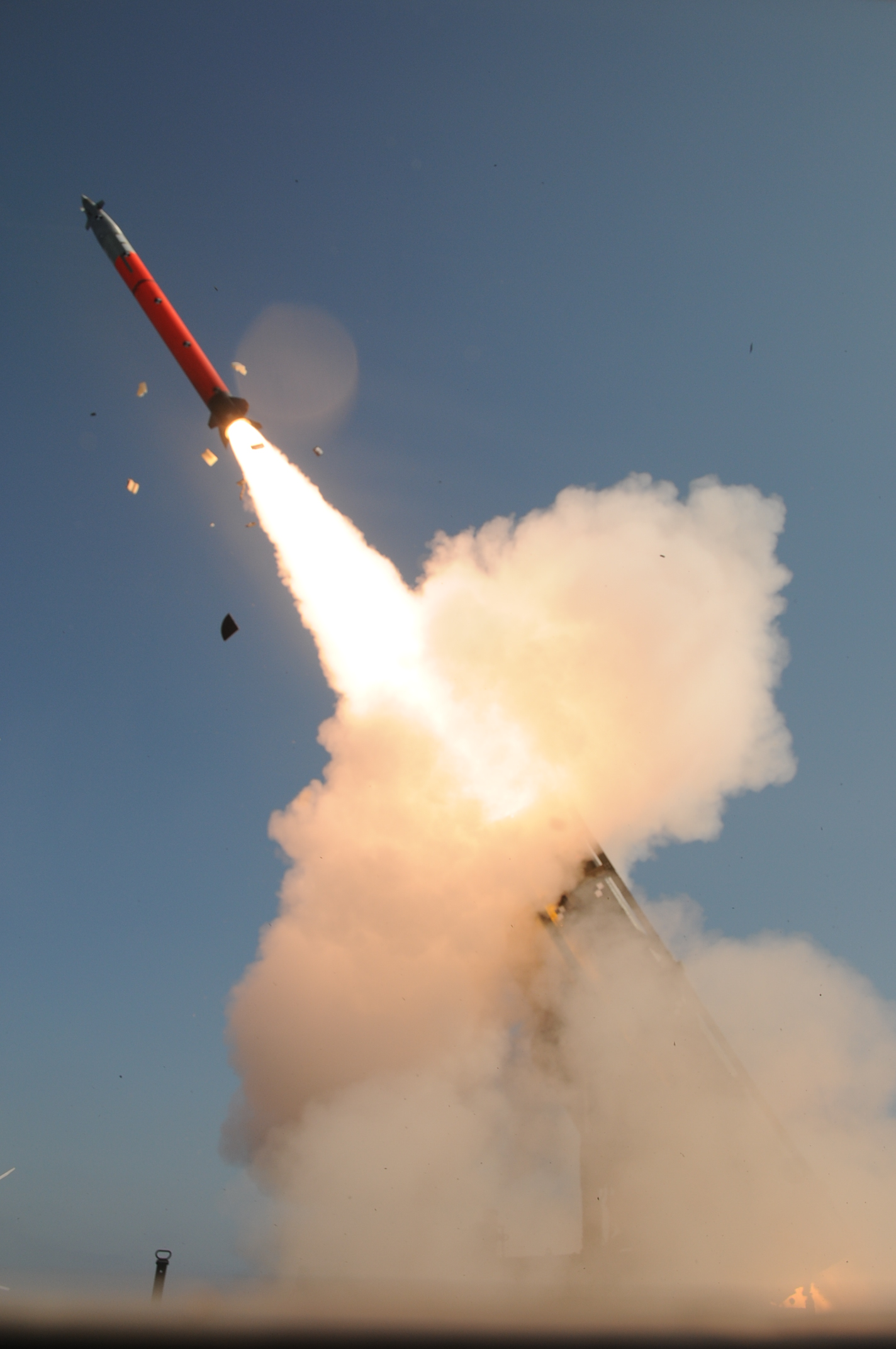
Tir d'une fusée EXTRA

EXTRA (Extended Range Artillery) est un système de fusée d'artillerie (en) développé et fabriqué par Israel Military Industries (IMI) et utilisé par l'Armée de défense d'Israël, les Forces armées azerbaïdjanaises et les Forces armées populaires du Vietnam (en) depuis 2013. Il a une portée maximale de 150 km avec une ogive unitaire de 120 kg et une précision de 10 m CEP,,.

## Description
Les missiles EXTRA peuvent être lancés par le Lynx (en) d'IMI, ainsi que par une variété d'autres lanceurs disponibles.
La version lancée depuis des navires s'appelle TRIGON.
IMI a développé une version à lancement aérien du missile, initialement appelée MARSpuis renommée Rampage. Elle devait entrer en production en série en 2019.

## Opérateurs militaires
- Israël
- Azerbaïdjan
- Viêt Nam
- Espagne sur les futurs SILAM (LRM)